# 리루이취안
리루이취안(李瑞全, 1951년 3월 21일 ~ )은 홍콩에서 출생한 중화민국 타이완의 동양학 경향 생명윤리학자, 중국문화철학자, 대학 교수 겸 저술가이며 외교관이다.

## 생애
홍콩에서 출생하여 지난날 한때 중화인민공화국 광둥 성 광저우에서 잠시 유아기를 보낸 적이 있으며 이후 자유중화민국 타이완 타이베이로 이주한 그는 현대 중화권 관련 국가에서 철학의 거목으로 일컬어지는 타이완 철학자 모종삼(牟宗三), 홍콩 철학자 당군의(唐君毅) 등을 모두 홍콩 중문 대학교 시절에 사사하였고, 중화민국 타이완 생명윤리학회 회장을 역임하는 등 타이완 응용윤리학 연구 분야에서 활약하였다.
2016년 8월에 타이완 국립중앙대학교 교수직 퇴임을 전후로 피터 싱어 교수 등과 교류하는 등 여전히 왕성한 학술 활동을 하고 있고 지난날 잠시 캐나다 주재 중화민국 타이완 대사관 특임촉탁위원을 지내기도 하였다. 그는 블로그스팟(blogspot)의 중앙관찰참中央觀察站을 통해 현대 사회의 여러 문제에 대해 유가적 관점 등, 동서양의 윤리적 관점을 아우른 견해를 토로하고 있으며, 페이스북을 통해서도 그 자신의 의견을 피력하고 있다.

## 학력
- 1970~1974 홍콩 중문대학교 철학과 학사
- 1974~1976 홍콩 중문대학교 대학원 철학과 석사
- 1977~1981 미국 남일리노이스 주립대학교 대학원 철학박사

## 역대 교수 직위 재직 학교
- 1980~1985 타이완 동해대학교 철학과 부교수
- 1985~1996 홍콩 중문대학교 교육학원 강사
- 1986~1988 홍콩 중문대학교 철학연구소 강사(겸직)
- 1996~1999 타이완 국립중앙대학교 철학연구소 부교수
- 1999~2016 타이완 국립중앙대학교 철학연구소 정교수

### 대학 교수 재직 중 예하 단체 대표
- 1997~2010 타이완 국립중앙대학교 철학연구소 소장

## 전문 연구 분야
- 응용윤리학, 생명윤리학, 현대신유학, 칸트철학

## 학술 성향
미국의 서던 일리노이대학에서 <<굿맨의 역설(Goodman's Paradox)>>로 박사학위를 취득한 후, 타이완 동해대학과 홍콩중문대 그리고 타이완 국립중앙대학에서 교편을 잡으며 학술활동을 전개했으며, 중국어와 영어로 논문을 썼다.
중국어 논문의 경우에는 주로 <<어후월간>>과 <<동해학보>>, <<응용윤리 연구통신>>과 <<당대유학연구>> 등의 학술 잡지를 통하여 그의 학문을 전개하였는데,
대부분 응용윤리 특히 생명윤리와 중국의 전통사상인 유교사상을 어떻게 융합하고 회통하는가에 중점을 두었는데, 특히 원시유학과 송대의 신유학에 이은 제3세대 유학이라 할 수 있는 당대유학에 관한 관심도 여러 논문에서 살펴 볼 수 있다. 특히 스승인 모종삼이 칸트를 중국어로 번역하는 등 칸트에 대한 연구를 심화했던 것과 같이 리루이취앤도 칸트에 대한 연구가 적지 않다. 유가의 연구에 있어서는 공자와 맹자 그리고 순자등의 연구가 있으며 송대 신유학의 주희나 정명도 호굉의 연구도 보인다. 생명윤리분야에 있어서는 안락사나 낙태에 관한 문제와 같이 전통적인 윤리문제에서 다루어진 것도 있으나 20세기 첨단 과학으로 발생된 복제인간이나 유전자조작과 같은 문제에 대한 그의 관심도 살펴 볼 수 있다. 영문 논문은 주로 유가적 관점에서 현대 생명윤리를 어떻게 보느냐에 초점이 맞추어 지는데, 유가적 관점에서 본 생명윤리학, 유전결정론, 페미니즘, 줄기세포 등을 그의 연구 과제로 하고 있다.
중화민국 타이완 정부의 연구 지원으로 성사된 동양철학 연구는 제정 중국 시대 당대 유학 중에서도 문제와 송나라 시대와 명나라 시대 유학에 있어서 호오봉 그리고 21세기 동서철학의 규범 근원의 문제에 대한 고찰로 맹자와 칸트와 흄의 이론형태에 관해 살펴 보고 있다.

## 이외 이력
- 前 캐나다 주재 중화민국 타이완 대사관 특임촉탁위원(2016년 9월 26일 ~ 2017년 2월 15일)

## 저서

### 중문 저술 저서
. 《當代新儒學之哲學開拓》당대신유학의 철학적 개척 문진출판사 타이페이 1993
. 《休謨》흄(休謨) 삼민서국 타이페이 1993
. 《儒家生命倫理學》유가생명윤리학 아호출판사 타이페이 1999
. 《應用倫理與現代社會》응용윤리학과 현대사회(주 찌앤민, 예 빠오치앙 공저) 공중대학 타이페이 2006
. 《醫療倫理諮詢—理論與實務》의료윤리와 자문-이론과 실무 .공저 오남도서출판공사 타이페이 2008
. 《儒家道德規範根源論》유가도덕규범근원론 아호출판사 타이페이 2013

### 중문 역서
- 흄 A. J. Ayer원저 연경출판사 타이페이 1983
- 서양철학사 제5권 2부 F. Copleston 원저 여명출판사 타이페이 1990

## 참고 링크
```
타이완 중앙대학교 교수 소개    
http://www.ncu.edu.tw/~phi/teachers/lsc/

페이스북 페이지                
https://www.facebook.com/Leeshuichuen

중앙관찰참中央觀察站           
http://confuciannewpolitics.blogspot.ca/
```

[[| 홍콩출생 | 홍콩중문대 졸업 | 타이완국립중앙대 교수 | 모종삼 제자 | 당군의 제자 | 타이완 생명윤리학회 회장 역임 | 타이완국립중앙대 겸임교수 | 타이완 동해 대학 교수 역임 | 유가생명윤리학 저자 | 교육자 | 대학교수 | 저술가 | 학자 | 중국철학 | 유가 철학 | 칸트 철학 | 현대 신유학 | 응용 윤리학 | 번역 | 페이스북 |블로그 스팟 | blogspot | 중리(台灣 中壢) 거주 | 남일리노이즈 주립대학 ]]